# Cyphomella cornea
Cyphomella cornea är en tvåvingeart som beskrevs av Ole Anton Saether 1977. Cyphomella cornea ingår i släktet Cyphomella och familjen fjädermyggor. Arten är reproducerande i Sverige. Inga underarter finns listade i Catalogue of Life.